# Masunga
Masunga es una localidad situada en el Distrito Noreste, Botsuana. Se encuentra a 120 km de Francistown. Tiene una población de 5.666 habitantes, según el censo de 2011.
El jefe de la región es Thabo Maruje Masunga que recientemente asumió el control de su tío Christopher Masunga. Cerca de Masunga se encuentran las colinas de Dombo Shaba, donde se encuentra un puesto avanzado en ruinas del Imperio Kalanga, más parecido a Gran Zimbabue (Monomotapa).  Es conocido por ser una de las atracciones turísticas en Botsuana, y donde se realiza  una ceremonia cultural anual Ikalanga.